# سیارک ۲۱۵۵۶
سیارک ۲۱۵۵۶ (به انگلیسی: 21556 Christineli، نامگذاری:1998QE71) بیست و یک هزار و پانصد و پنجاه و ششمین سیارک کشف شده‌است که در ۲۴ اوت ۱۹۹۸ کشف شد.
قدر مطلق سیارک برابر ۲۳.۴ است.